# 선화당

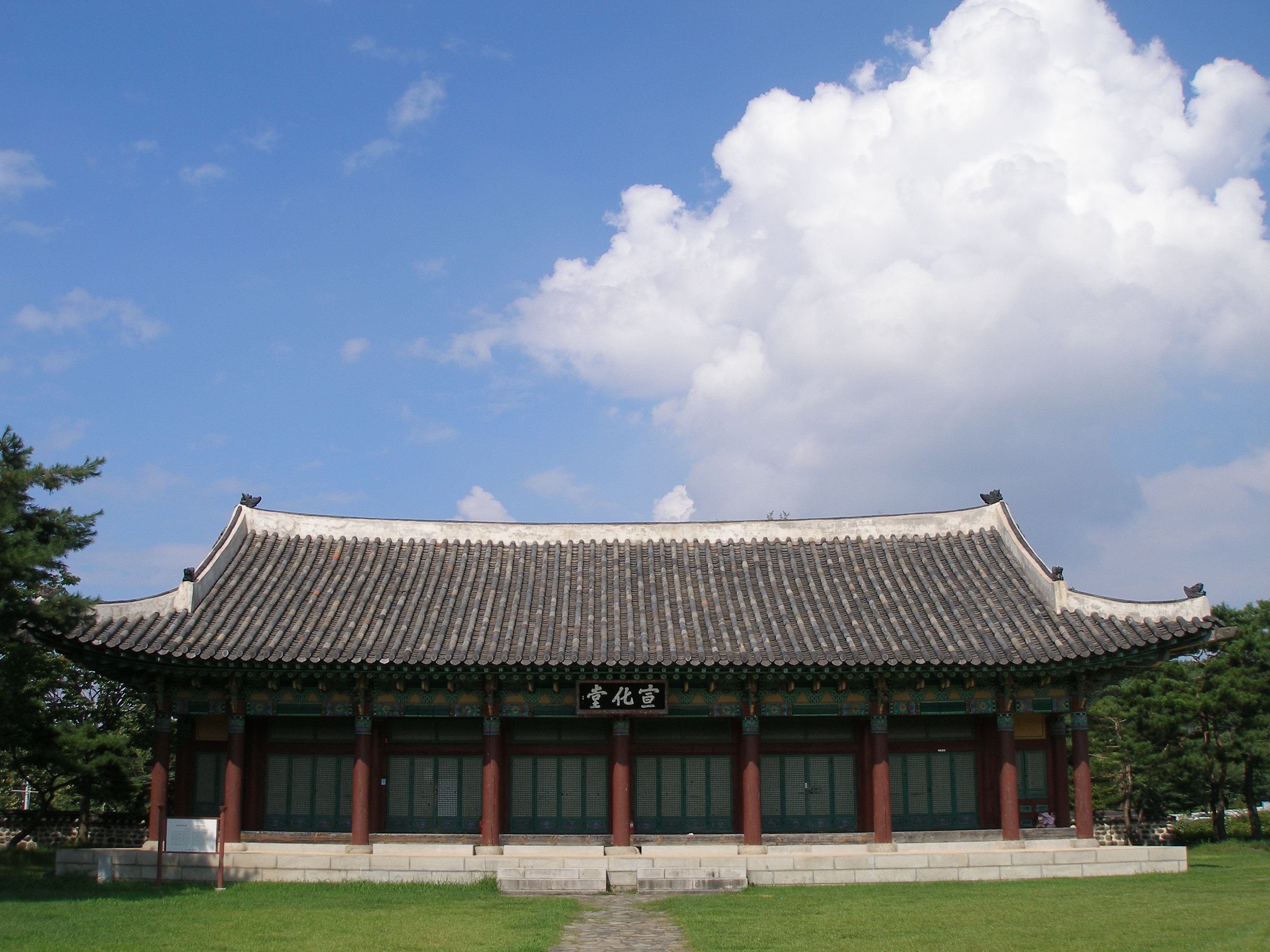
충청감영 공주 선화당

선화당(宣化堂)은 관찰사가 업무를 처리하던 중심 건물이다. 감영 내에 있으며, 현재까지 보존 또는 복원된 건물은 아래와 같다.

## 현존 건물
- 충청감영 공주 선화당 - 대한민국 충청남도 유형문화재 제92호 (건물 위치 변경됨, 건물 구조 일부 변경됨)
- 경상감영 대구 선화당 - 대한민국 보물 제2152호[1]
- 강원감영 원주 선화당 - 대한민국 보물 제2157호[2]

- 함경감영 함흥 선화당 - 조선민주주의인민공화국 국보 제109호

### 복원 건물
- 전라감영 전주 선화당 - 2020년 10월 복원 건물[3]

### 소실 건물
- 경기감영 선화당 - 일제강점기 때 철거[4]
- 황해감영 해주 선화당 - 일제강점기 때 철거[5]
- 평안감영 평양 선화당 - 한국전쟁 때 소실

## 같이 보기
- 포정문
- 동헌
- 감영